# Ässja

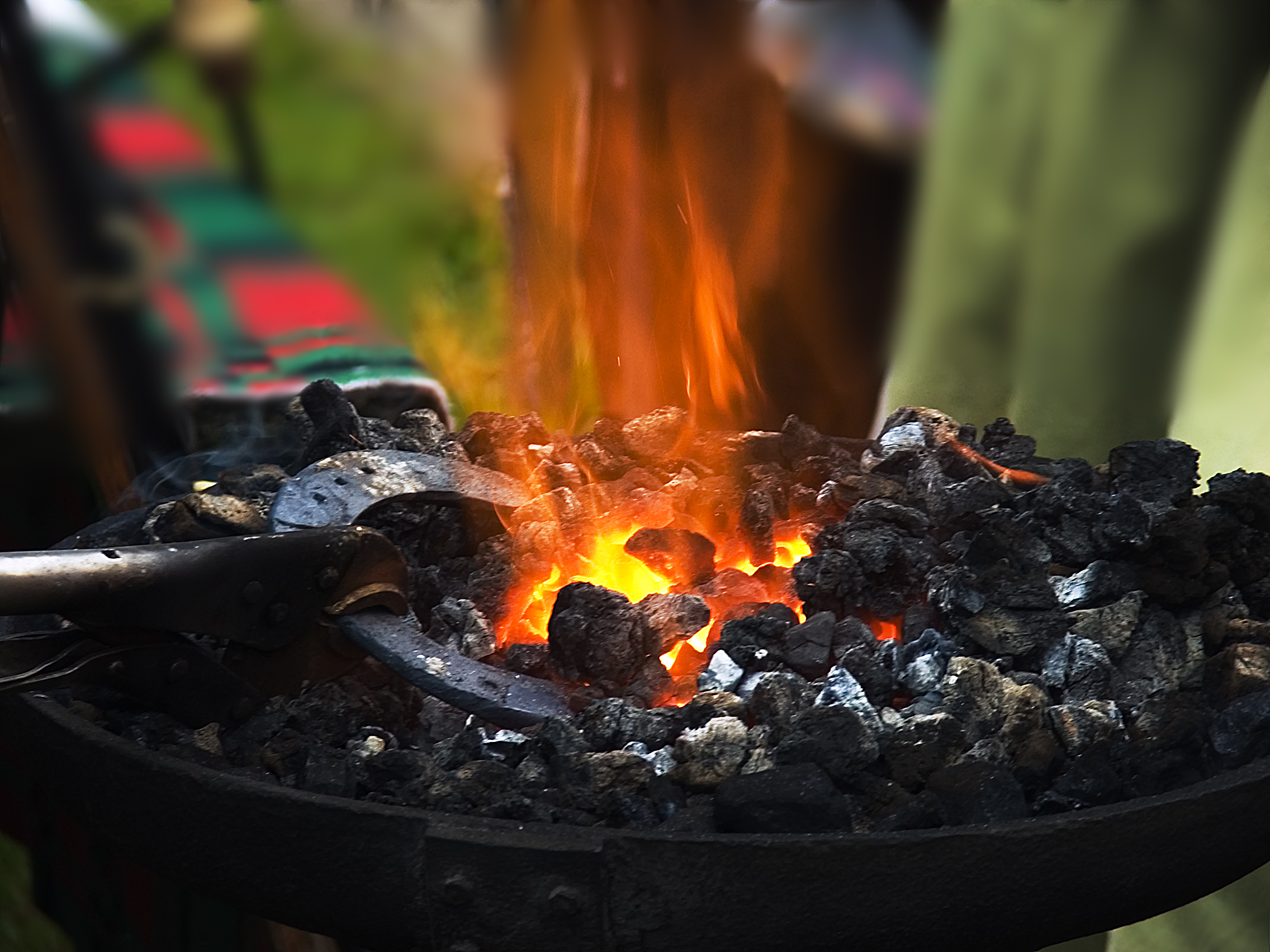
Hästsko som värms i en ässja

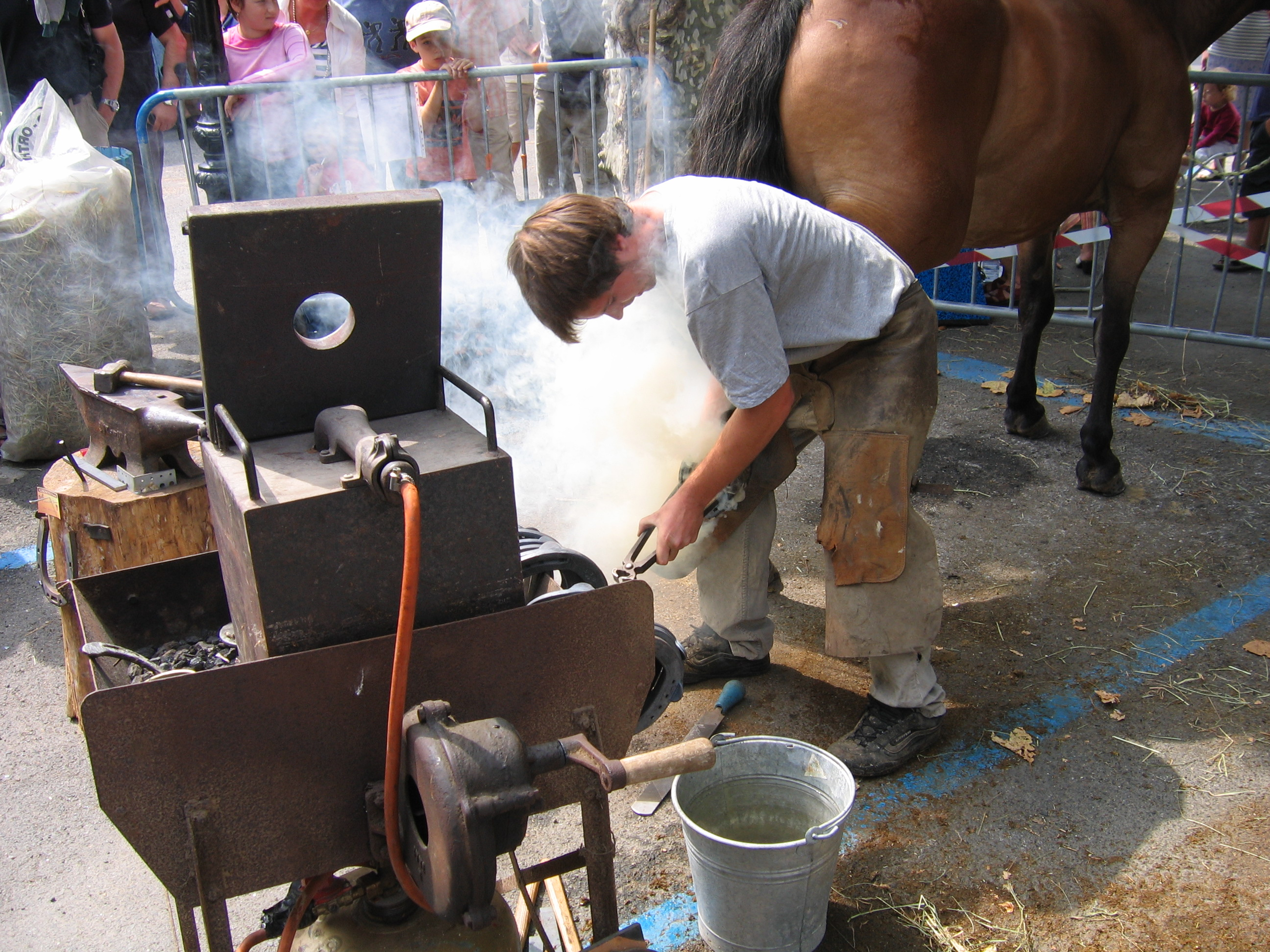
Hovslagarässja som är täckt för att minska värmeförlusten.

En ässja är en öppen härd i vilken nödvändig temperatur för bearbetning av stål kan uppnås. Ässjan används i smedjor för att upphetta ämnen av järn och andra metaller för bearbetning. Ässjan eldas med stenkol eller träkol och får en forcerad lufttillförsel med hjälp av blåsbälg eller fläkt. Ässjan har en enkel konstruktion men kräver mycket bränsle och är därför oekonomisk. 
Järnålderns övergång från brons- till järnverktyg innebar en stor förändring i människornas vardag. De flesta gårdar kunde smida sina egna verktyg. När gassvetsen och senare elsvetsen kom i början på 1900-talet behövde man inte längre värma upp järnet för att smida. Numera används ässjan i första hand av konstsmeder och i hobbysammanhang.
En av de enklare formerna av ässjor är tegelässjan. Den består av tegelstenar lagda som botten och ställda som sarg. Där munstycket ska sitta fästs en sandblandad lerklump mellan stenarna och i den görs ett koniskt hål med en pinne. Hålet ska vara 5 cm mot utsidan och 1,5 cm mot insidan. Ässjans storlek kan lätt ändras genom att maka på stenarna, vilket sparar kol.